# Burton in Lonsdale Castle

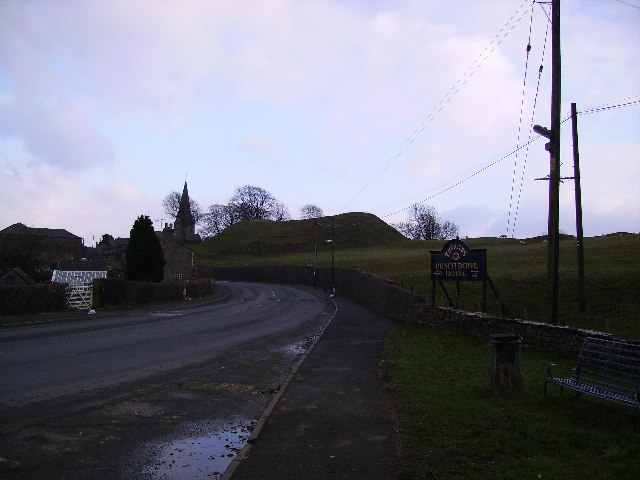
Blick auf den Burghügel von Nordwesten

Burton in Lonsdale Castle ist eine abgegangene Burg im Dorf Burton in Lonsdale im englischen Verwaltungsbezirk North Yorkshire.
Die Pipe Rolls für die Regentschaft von Heinrich II. verzeichnen, dass die Garnison dieser Burg aus einem Ritter, zehn Sergeanten, einem Torwächter und einem Wächter bestand.
Es handelte sich dabei um eine Motte mit zwei Vorburgen. 1322 wurde sie von der Familie Mowbray konfisziert, die sich gegen König Eduard II. gewandt hatte.
Der Mound ist bis heute erhalten.